# 신발주

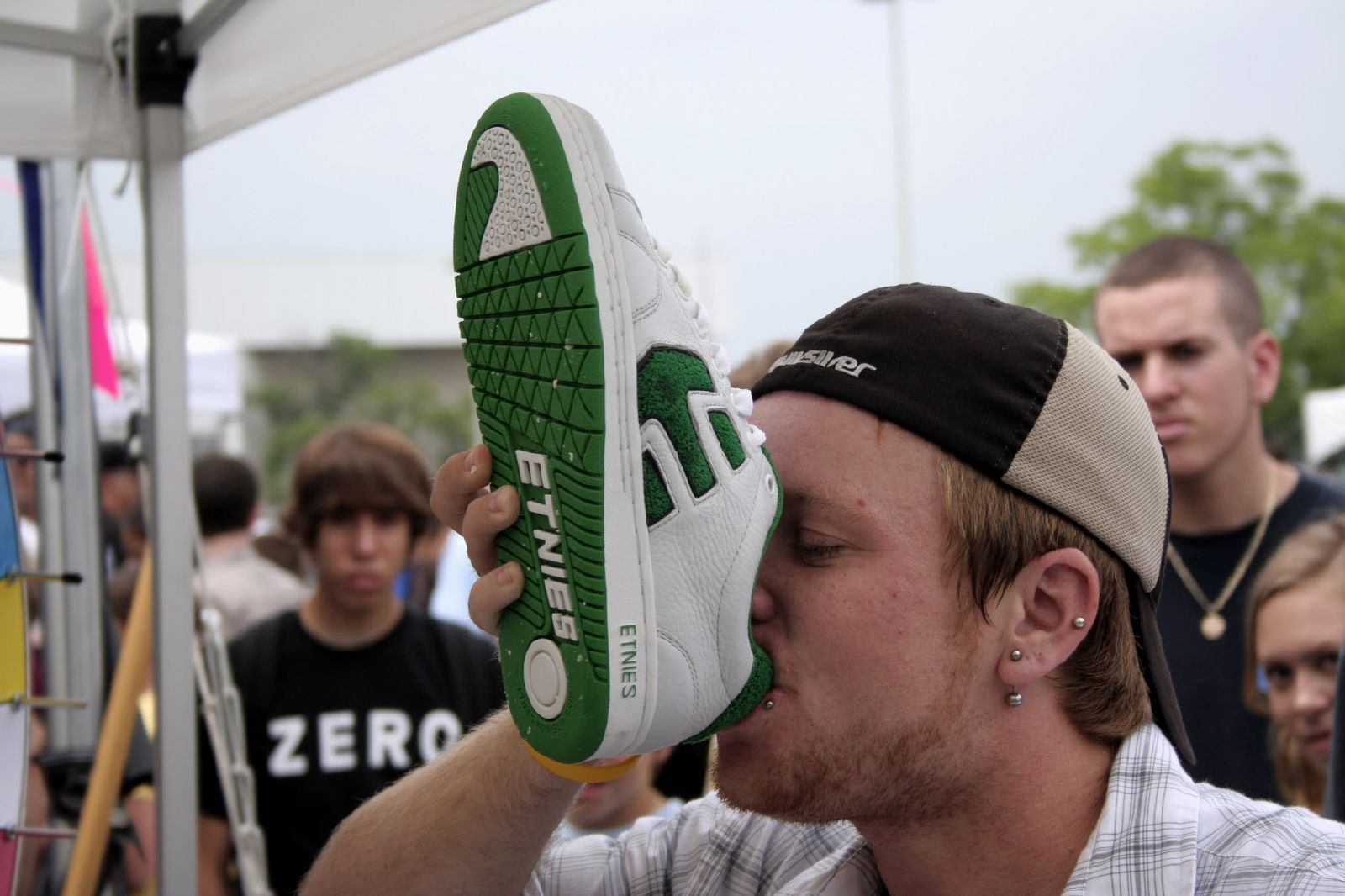
음악제에서 신발주를 마시는 사람

신발주는 예로부터 행운을 가져오는 의식이나 여러 집단의 신고식으로 사용되었다. 여성용 구두에 샴페인을 부어 마시는 것은 20세기 퇴폐 문화의 상징이었다.
오스트레일리아에서는 파티나 행사에서 때때로 자신의 신발에 맥주를 부어 마시는 의식을 하는데, 이를 "슈이"(영어: Shoey)라고 불린다. 오스트레일리아의 신예 레이서 라이얼 해리스가 2015년 승리 직후 처음 "슈이"를 하였다. 오스트레일리아의 모토GP 라이더 잭 밀러 또한 2016년 네덜란드 아선 서킷에서의 첫 프리미어 클래스 우승 직후, 이를 하였다. 그 이후, 포뮬러 원 드라이버 다니엘 리카르도 또한 시상대에서 "슈이"를 하였다. 종합격투기 선수 타이 투이바사 또한 UFC 우승에서 "슈이"를 하였다.

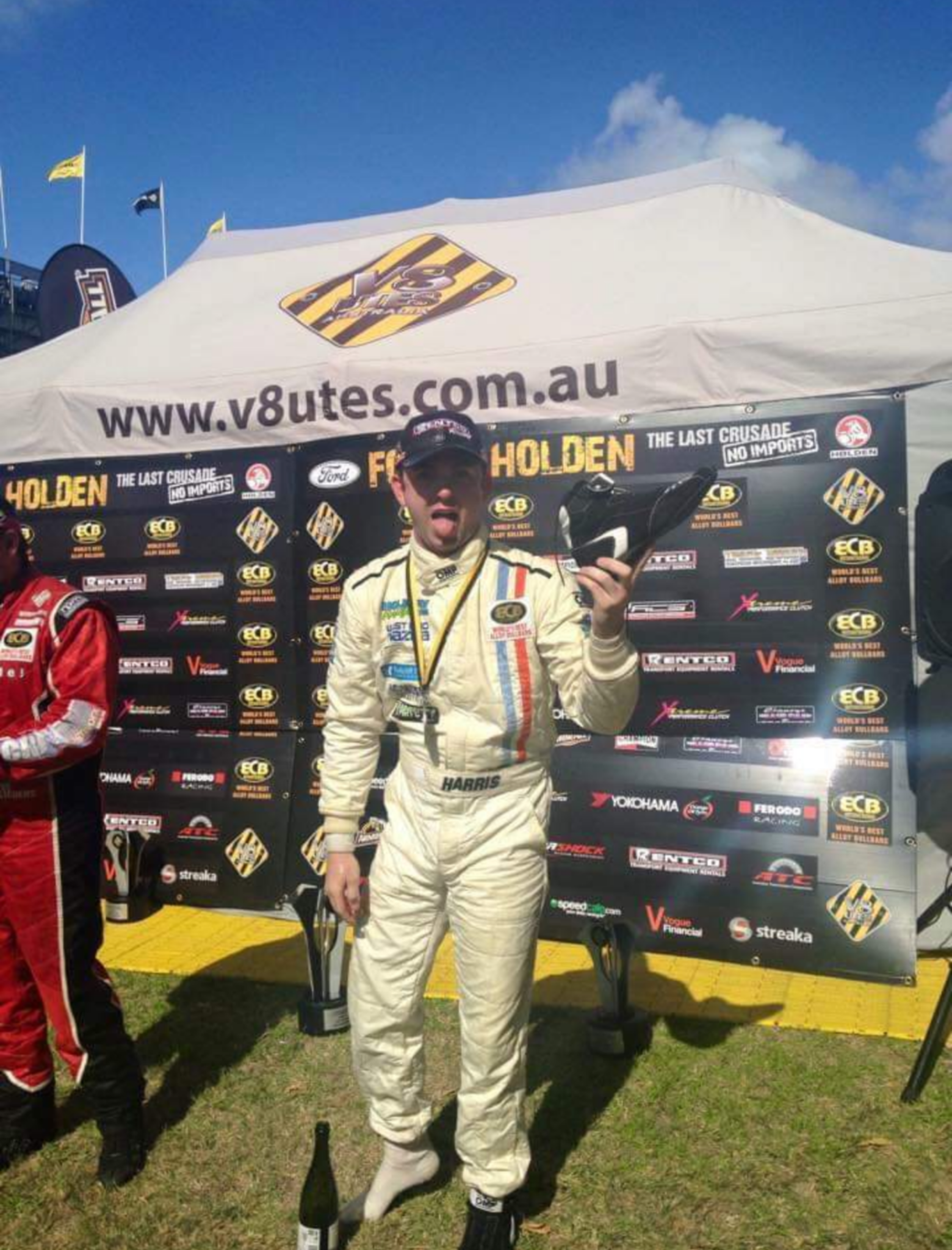
2015년 5월 9일, 라이얼 해리스가 "슈이"를 하였다.

## 구두 샴페인
20세기 초, 숙녀용 구두에 삼페인을 마시는 것은 퇴폐적이면서 세련된 행위의 대명사로 여겨졌다. 이 관습은 시카고의 고급 사창가의 에버레이 클럽에서 유래된 것으로 여겨진다. 댄서의 구두가 플로어에 떨어지면,
하인리히 폰 프로이센 왕자의 측근은 그 구두에 샴페인을 담아 마시곤 했다.

## 군대 관습

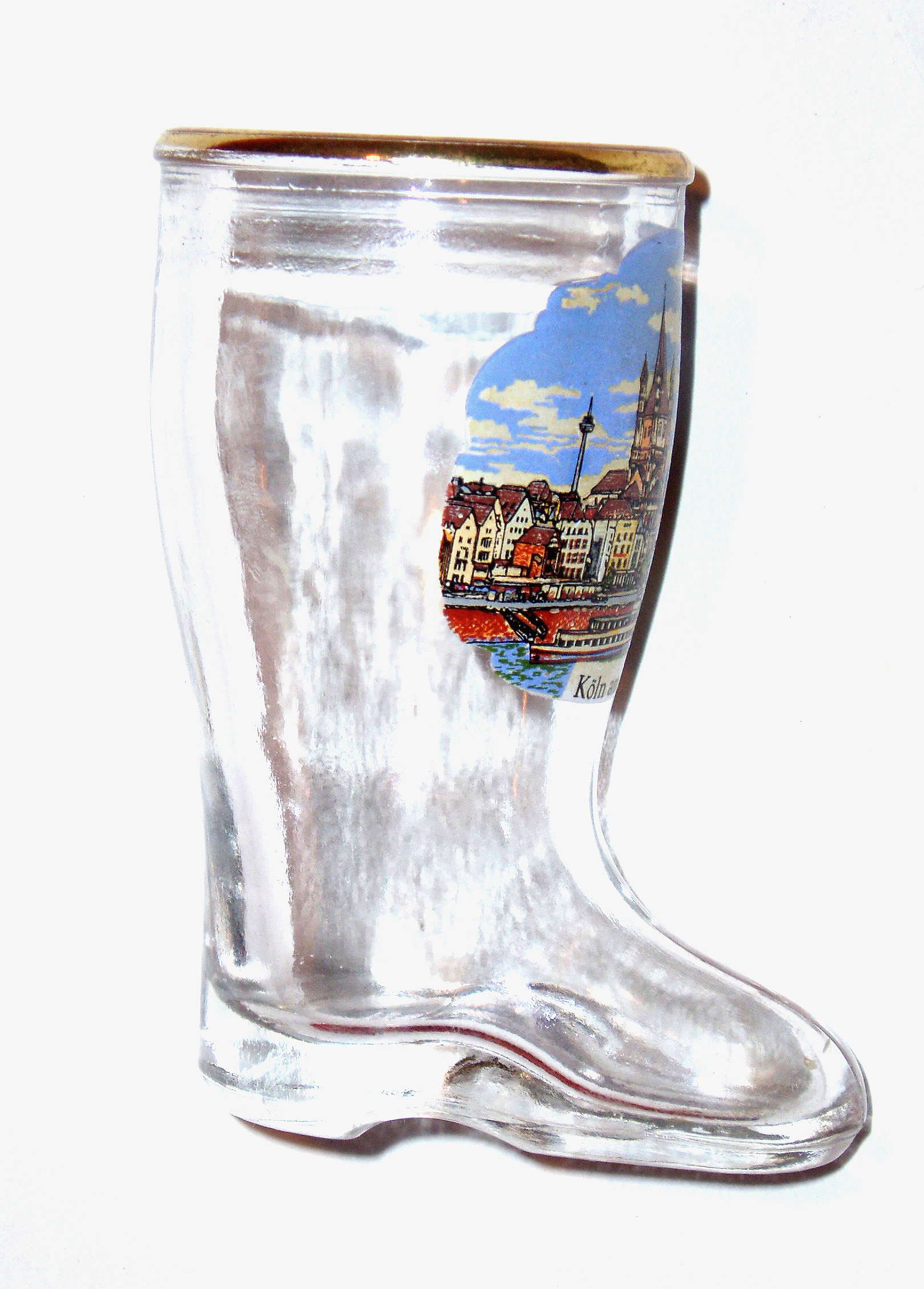
유리로 만든 맥주 장화

다른 병사의 장화에 술을 마시는 것은 독일군의 전통적인 신고식이었고, 승전 후 장군의 장화를 사용해서 마시기도 했다. 제1차 세계 대전 동안, 독일 병사는 맥주로 가득찬 가죽 장화를 통과하는 것이 전투 전 행운을 빌어주는 의식이었다. 술꾼들은 술 마시기 전과 후에 장화를 가볍게 쳤다. 신발이나 장화에 술을 마시면 행운을 가져온다는 생각은 중세 시대까지 거슬러가는 풍습이었다.
독일의 "비어슈티펠"(독일어: Bierstiefel)이라는 장화 모양으로 생긴 유리잔은 어느 프로이센의 장군이 전쟁에 나설 때, 그의 장화에 술을 담아 승리를 기원한데서 유래했다고 전해진다. 승전 이후 장군은 장화를 본딴 유리잔을 주문하는 것이 낫겠다는 생각을 떠올렸다고 한다.
1972년 미국 드라마 매시의 "양키 두들 닥터 에피소드"에서는 군의관들이 기록 영화를 만드는데, 등장인물인 군의관들이 신발주를 마시는 장면이 나온다.

## 슈이
"슈이"는 오스트레일리아에서 술꾼이 자신이나 친구의 신발을 술잔으로 지명하는 의식이다. 신발을 기울여 구멍에 맥주를 쏟아부은 후, 신발에 입을 대고 술을 마신다."슈이"에는 보통 맥주가 사용되지만, 다른 주류도 사용된다. 포뮬러 원 레이서 다니엘 리카르도는 "스파클링 와인이 차가우면 맛이 괜찮다. 따뜻하면 땀맛이 날 수 있겠지만, 차가운 맛이 나쁜 향을 죽이기 때문이... 맛있다"고 평했다.
슈이는 오스트레일리아의 서핑 낚시 브랜드 "더 매드 휴이즈"로 인해 널리 인지도를 얻게되었다. 이 브랜드의 광고 모델인 딘 해링턴과 숀 해링턴이 슈이를 즐기고 있다고 2002년 이래로 밝혔다. 이 브랜드가 인지도를 얻어가면서 더 많은 모델이 슈이와 엮였다.
2015년 오스트레일리아의 신예 레이서 라이얼 해리스가 슈이를 레이서 중 처음 한 이후, 슈퍼카 챔피언십 드라이버 데이비드 레이놀즈가 내구도 부문이 아닌 레이싱에서 경력 첫 우승을 하자 시상대에서 신발에 샴페인을 담아 마셨다. . 2016년 모토GP 라이더 잭 밀러가 해외에서 열린 시상식에서 신발에 샴페인을 담아마시면서 세계적인 주목을 받기도 했다. 이어 열린 산마리노 모토GP에서 이탈리아 레이서 발렌티노 로시가 시상대에서 오스트레일리아인이 아닌 사람 중 처음으로 "슈이"를 하였다.
다니엘 리카로드는 2016년 포뮬러 원 독일 그랑프리 시상식에서 샴페인으로 "슈이"를 하여, 오스트레일리아의 관습을 소개하였다. 벨기에 그랑프리 시상식에서는 마크 웨버와 말레이시아 그랑프리에서는 팀 동료 막스 페르스타펀과 니코 로스베르크, 단장크리스천 호너가 "슈이"를 나누어 마셨다. 리카르도는 2016년 US 그랑프리에서는 스코틀랜드 배우 제라드 버틀러가 2017년 캐나다 그랑프리에서는 패트릭 스튜어트가 레드불을 신발에 담아 마셨다. 2017년 아제르바이잔 그랑프리에서는 캐나다 신예 드라이버 랜스 스트롤과 시상식에서 슈이를 하였고, 이는 리카르도의 다섯번째 승리이자, 스트롤의 첫 시상식 참가였다. 리카르도는 "매드 휴이즈라 불리는 몇몇 오스트레일리아인들", "낚시와 서핑 그리고 맥주를 마시는 것을 좋아하는 이들이 슈이를 시작했다"고 소개했다.
2017년 오스트리아 그랑프리에서 인터뷰어 마틴 브룬델은 3등인 리카르도와 슈이를 나누어 마셨지만, 우승자인 발테리 보타스와 준우승자인 제바스티안 페텔은 사양했다.